# Lejeuneaceae

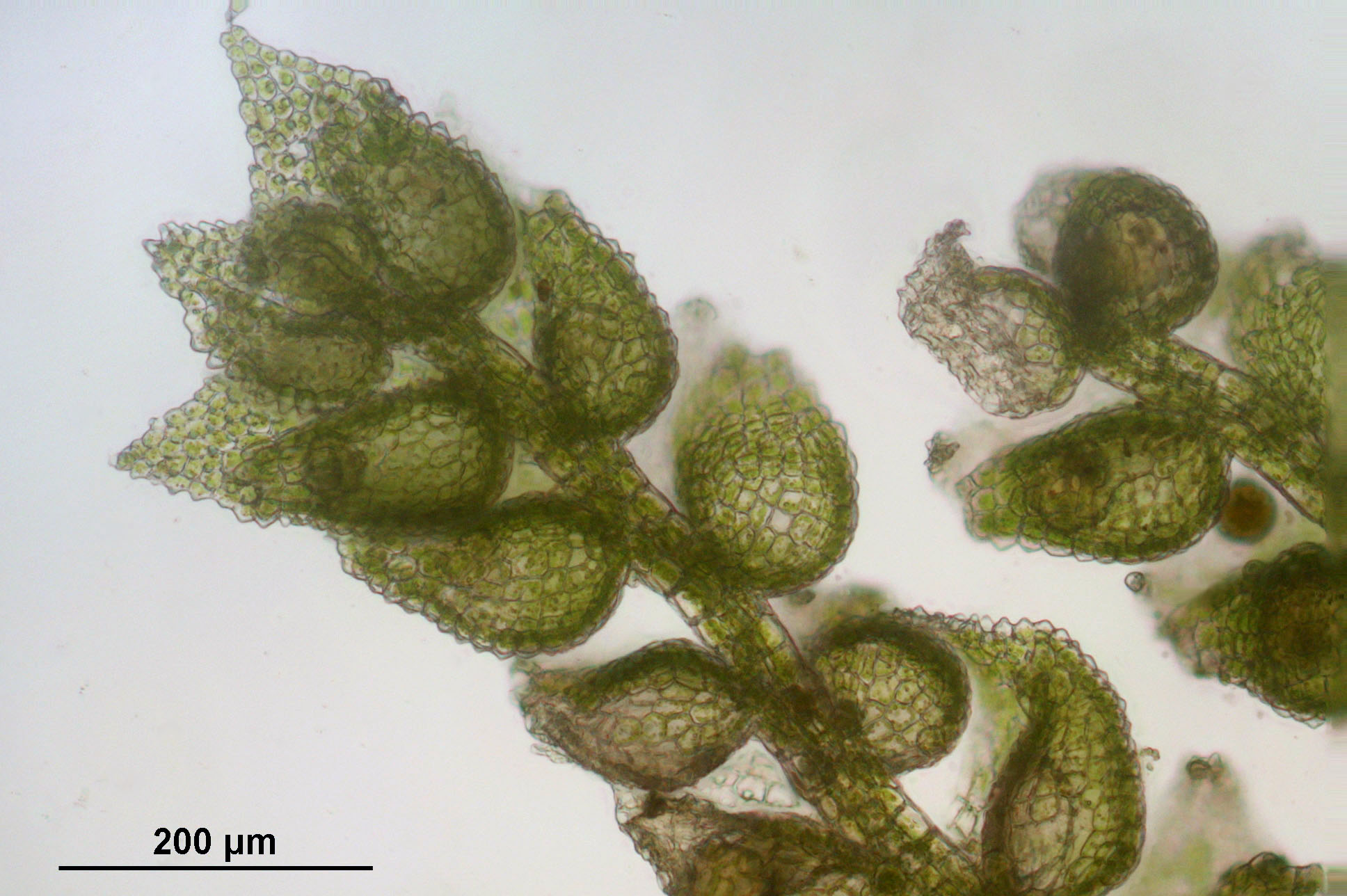
Cololejeunea calcarea

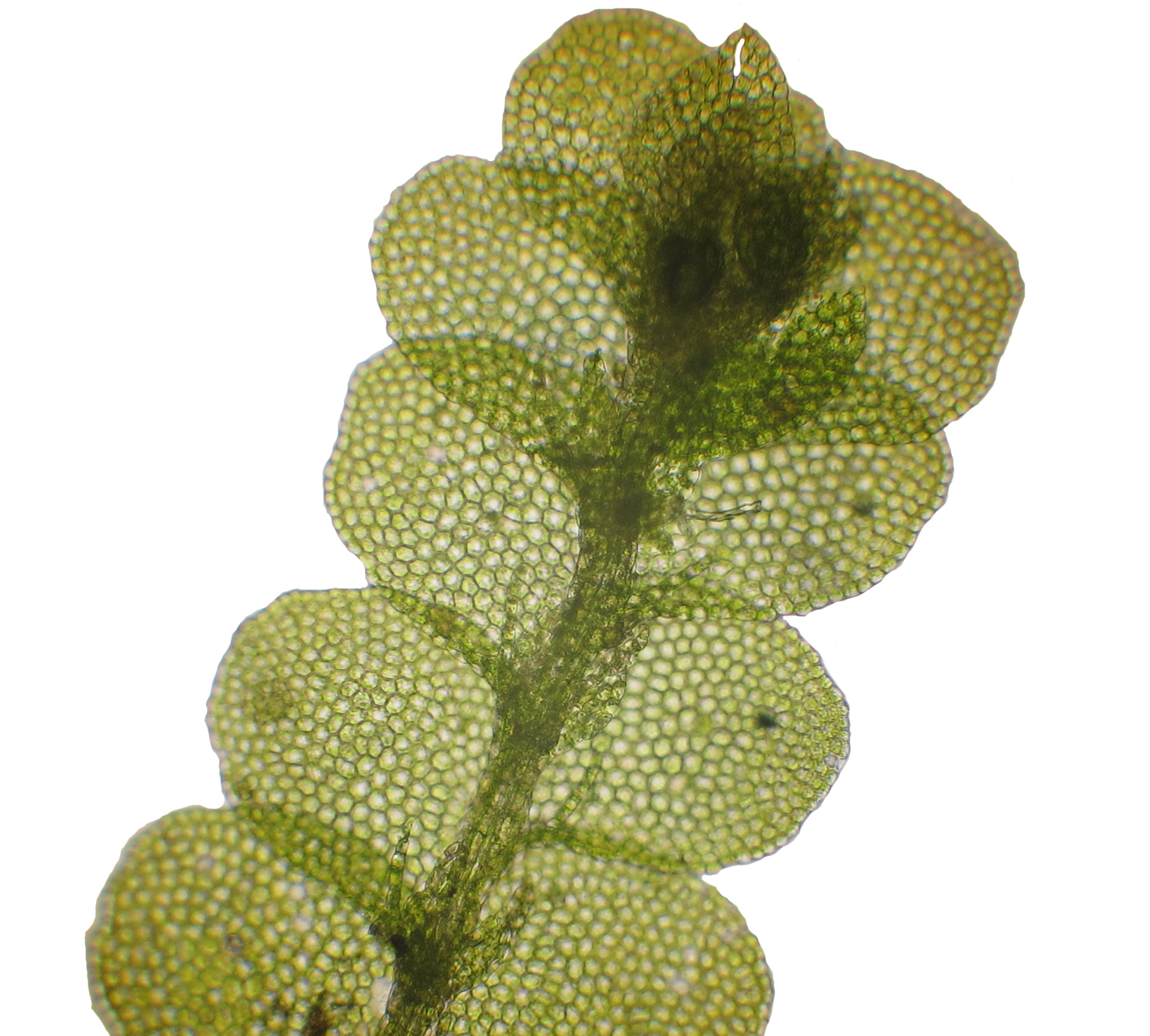
Lejeunea trinitensis

Die Lejeuneaceae sind eine Moosfamilie aus der Klasse der Jungermanniopsida und unter den beblätterten Lebermoosen eine der artenreichsten. Sie ist mit knapp 1300 Arten vor allem in den Tropen und Subtropen verbreitet. In Europa kommen nur sieben Gattungen vor. Viele Arten wachsen epiphytisch, vor allem auf Blattoberflächen höherer Pflanzen. Andere Arten wachsen auf Fels oder sogar auf den Flügeldecken von Käfern.

## Merkmale
Es handelt sich um relativ kleine bis winzige und kaum noch mit dem bloßen Auge zu erkennende Pflanzen. Die Breite beträgt unter 1,5 Millimeter. Charakteristisches Merkmal sind die Flankenblätter, die in einen Ober- und einen Unterlappen gespalten sind. Die beiden Lappen sind auf einer Seite noch auf der ganzen Länge miteinander verwachsen, und der Unterlappen ist umgeklappt. Auf diese Weise entsteht ein sackartigen oder taschenförmiges Gebilde. Dessen genaue Form ist für die einzelnen Gattungen und Arten typisch. Unterblätter sind meist vorhanden. Die Ölkörper sind sehr klein und zahlreich. Das „Perianth“ ist birnenförmig, besitzt manchmal fünf flügelartige Falten und bildet an der Mündung eine kurze Röhre.

## Vorkommen
Das Hauptverbreitungsgebiet der Familie sind die tropischen Tieflandregenwälder. Die Lejeuneaceae stellen das Gros der epiphyllen Moose. Die wenigen europäischen Gattungen sind vor allem westmediterran-atlantisch verbreitet. Sie gelten hier als Tertiärrelikte.

## Systematik
Die Familie gilt als systematisch sehr schwierig. Sie sind vermutlich die phylogenetisch jüngste Moosgrupe. Sie besteht aus 87 Gattungen mit rund 1280 Arten.
In Deutschland sind folgende Gattungen und Arten heimisch:
- Cololejeunea
  - Cololejeunea calcarea
  - Cololejeunea rossettiana
- Lejeunea
  - Lejeunea cavifolia
  - Lejeunea lamecerina
- Microlejeunea
  - Microlejeunea ulicina

Weitere Gattungen sind z. B.:
- Aphanolejeunea
- Ceratolejeunea
- Cololejeunea
  - Cololejeunea chittagongensis P.Tx.
  - Cololejeunea khanii P.Tx.
- Colura
- Drepanolejeunea
- Harpalejeunea
- Leptolejeunea
- Marchesinia
- Odontolejeunea
- Taeniolejeunea